# Halicarcinus planatus
Halicarcinus planatus es una especie de crustáceo, dentro del género Halicarcinus y la familia Hymenosomatidae.

## Distribución y hábitat
Habita el extremo austral de América del Sur, con una distribución subantártica, que incluye las islas periantárticas, Kerguelen y Nueva Zelanda, siendo el cangrejo más abundante en los intermareales del canal Beagle. Se encuentra debajo de piedras y en diversos organismos bentónicos como bosques de algas, especialmente de Macrocystis pyrifera, colonias de hidrozoos y bivalvos y charcos de rocas, particularmente en áreas intermareales bajas hasta una profundidad de 270 m.

## Ecología
La especie posee una sustancial capacidad de dispersión larvaria. Si bien esta especie actualmente no puede sobrevivir en la Antártida, se estima que a causa del calentamiento global favorecerá su expansión de nicho a la península Antártica para el 2100, pudiendo convertirse en una especie invasora. La actividad humana futura también tiene potencial incrementar la probabilidad de translocación antropogénica de esta especie a los ecosistemas antárticos.